# Radmirje
Radmirje je manjše naselje v Občini Ljubno.

## Lokacija in opis
Radmirje se je razvilo na križišču cest proti Logarski dolini, Mozirju in Kamniku. V jedru je Radmirje gručasto naselje vaškega značaja. Gglavni del naselja je zgrajen na 40 m visoki prodnati terasi (Zgornje Radmirsko polje) intenzivno obdelanega polja, zasejanega večinoma s hmeljem, na nadmorski višini med 400 in 462 m. Na nižji terasi, Spodnje Radmirsko polje, so tudi njive, ki segajo vse do Savinje. Naselje se deli na naslednje dele: Stráže, ob pešpoti proti Ljubnem so Birše in Râzbore, ob cesti v Juvanje je Mrzlo Pólje, tu je več novejših hiš. K Radmirju sodi tudi zaselek treh kmetij Brézje, ki leži na levi strani potoka Mešice, ki odmaka pobočje Homa. Proti Gornjemu Gradu je speljana cesta prav po tej dolini, do razvodja pri Lepičkem križu. Ob umetni strugi Savinje, ki je zdaj opuščena, je bilo v preteklosti več delujočih mlinov in žag.

## Zgodovina
O preteklosti kraja ni veliko podatkov. Za najstarejši ohranjeni podatek velja podružnična cerkev sv. Mihaela, ki je bila prvič omenjena leta 1395, a je gotovo starejša. V drugi polovici 15. stoletja so jo prezidali, 1540 pa podaljšali ladjo in prizidali zvonik. Po potresu 1895 so v ladjo vgradili obok in prizidali zakristijo. Prezbiterij ima kamnoseško bogato okrašena rebra in gotso zašiljena okna. Trije oltarji so zlatega tipa iz druge polovice 17. stoletja.
O cerkvi sv. Barbare so ohranjeni podatki iz leta 1569, na njenem mestu stoji sedaj župnijska cerkev sv. Frančiška, ki je bila zgrajena leta 1725. Več bi lahko izvedeli iz cerkvene kronike, ki pa je bila med drugo svetovno vojno uničena.
Šola je bila ustanovljena 1870. Zgradba je bila med NOB požgana, po vojni pa obnovljena. Pouk se je odvijal v bivšem prosvetnem domu do leta 1975, ko je bil ukinjen.
Gasilski dom z društvom stoji od leta 1898, svojo pošto so imeli že pred prvo svetovno vojno. Prosvetni dom so dogradili leta 1939, istega leta so dobili v vasi enofazno elektriko. Vodovod iz zajetja imajo od leta 1963.
V naselju ob kapeli stoji stara votla lipa, ki je leta 1904 pogorela, a še vedno zeleni.
V Radmirju je bil leta 1875 pokopan Valentin Orožen, slovenski rimskokatoliški duhovnik in pesnik. 

## Znamenitosti

### Cerkev sv. Frančiška Ksaverija
Prvotno cerkev sv. Barbare so zgradili konec 15. stol. Ko se je v letih okoli 1715 pričelo čaščenje sv. Frančiška Ksaverija in so v cerkvi postavili njegovo podobo, se je povečalo število romarjev in pokazala se je potreba po gradnji prostornejše cerkve. Sezidali so jo v letih 1721 do 1725. V romarski župnijski cerkvi sv. Frančiška Ksaverija ima izreden pomen t. i. Radmirska zakladnica, v kateri so se zbirala darila z avstrijskega, poljskega, francoskega in neapeljskega dvora. Od ohranjenih zlatarskih dragocenosti sta posebno kvalitetna zlati kelih s pateno, delo pariškega mojstra R. J. Augusta (1760) in z dragimi kamni okrašena monštranca, delo dunajskega zlatarja J. J. Würtha (1746). Med baročnimi liturgičnimi oblačili so dragoceni mašni plašči, ki so jih darovale cesarica Marija Terezija (1750), poljska kraljica Marija Jožefa (1753) in mati francoskega kralja Ludvika XVI. (1763).

## Galerija
- Radmirje leta 1936
- Mozirska koča leta 1939